# Lynn Jennings
Lynn Jennings (Estados Unidos, 1 de julio de 1960) es una atleta estadounidense retirada, especializada en la prueba de 10000 m en la que llegó a ser medallista de bronce olímpica en 1992.

## Carrera deportiva
En los JJ. OO. de Barcelona 1992 ganó la medalla de bronce en los 10000 metros, con un tiempo de 31:19.89 segundos, llegando a meta tras la etíope Derartu Tulu y la sudafricana Elana Meyer.